# Modelatge predictiu
El modelatge predictiu utilitza estadístiques per predir els resultats. Molt sovint l'esdeveniment que es vol predir és en el futur, però el model predictiu es pot aplicar a qualsevol tipus d'esdeveniment desconegut, independentment del moment en què es va produir. Per exemple, sovint s'utilitzen models predictius per detectar delictes i identificar sospitosos, després que el crim hagi tingut lloc.
En molts casos, el model s'escull sobre la base de la teoria de la detecció per intentar endevinar la probabilitat d'un resultat donada una quantitat determinada de dades d'entrada, per exemple, un correu electrònic que determina la probabilitat que sigui correu brossa.
Els models poden utilitzar un o més classificadors per intentar determinar la probabilitat que un conjunt de dades pertanyi a un altre conjunt. Per exemple, es pot utilitzar un model per determinar si un correu electrònic és correu brossa o "pernil" (no spam).

Depenent dels límits de la definició, el modelatge predictiu és sinònim o superposa en gran part el camp de l'aprenentatge automàtic, ja que s'anomena més habitualment en contextos acadèmics o d'investigació i desenvolupament. Quan es desplega comercialment, el modelatge predictiu sovint es coneix com a anàlisi predictiva.
El modelatge predictiu sovint es contrasta amb el modelatge/anàlisi causal. En el primer, un pot estar totalment satisfet de fer ús d'indicadors o indicadors del resultat d'interès. En aquest últim, es pretén determinar les veritables relacions de causa-efecte. Aquesta distinció ha donat lloc a una literatura creixent en els camps dels mètodes d'investigació i de l'estadística i a l'afirmació comuna que "la correlació no implica causalitat".

## Models
Gairebé qualsevol model estadístic es pot utilitzar per a propòsits de predicció. A grans trets, hi ha dues classes de models predictius: paramètrics i no paramètrics. Una tercera classe, els models semi-paramètrics, inclou característiques d'ambdós. Els models paramètrics fan "suposicions específiques pel que fa a un o més dels paràmetres de població que caracteritzen les distribucions subjacents". Els models no paramètrics "normalment impliquen menys supòsits d'estructura i forma distributiva [que els models paramètrics], però normalment contenen supòsits forts sobre les independències".

## Aplicacions
- Modelatge d'elevació
- Arqueologia
- Gestió de relacions amb clients
- Assegurança d'automòbil
- Atenció sanitària
- Comerç algorítmic
- Sistemes de seguiment de plom